# Spring Valley (Ohio)
Spring Valley és una vila dels Estats Units a l'estat d'Ohio. Segons el cens del 2000 tenia 510 habitants.

## Demografia
Segons el cens del 2000, Spring Valley tenia 510 habitants, 195 habitatges, i 147 famílies. La densitat de població era de 703,3 habitants/km².
Dels 195 habitatges en un 33,3% hi vivien nens de menys de 18 anys, en un 60,5% hi vivien parelles casades, en un 8,2% dones solteres, i en un 24,6% no eren unitats familiars. En el 20% dels habitatges hi vivien persones soles el 6,2% de les quals corresponia a persones de 65 anys o més que vivien soles. El nombre mitjà de persones vivint en cada habitatge era de 2,62 i el nombre mitjà de persones que vivien en cada família era de 2,99.
Per edats la població es repartia de la següent manera: un 23,7% tenia menys de 18 anys, un 10,2% entre 18 i 24, un 30,8% entre 25 i 44, un 23,7% de 45 a 60 i un 11,6% 65 anys o més.
L'edat mediana era de 38 anys. Per cada 100 dones de 18 o més anys hi havia 98,5 homes.
La renda mediana per habitatge era de 42.500 $ i la renda mediana per família de 44.231 $. Els homes tenien una renda mediana de 31.382 $ mentre que les dones 26.250 $. La renda per capita de la població era de 26.071 $. Aproximadament l'1,4% de les famílies i el 2,8% de la població estaven per davall del llindar de pobresa.

## Poblacions properes
El següent diagrama mostra les poblacions més properes.